# Тропан

Тропановые алкалоиды — производные тропина и псевдотропина

Тропа́н — третичный амин с бицикличной молекулой: циклогептан, 1-й и 5-й атомы углерода которого связаны с атомом азота; последний несёт также метильную группу. Тропановое ядро входит в состав молекул тропановых растительных алкалоидов содержащихся в растениях семейств пасленовых, вьюнковых и эритроксиловых.
Наиболее известными представителями тропановых алкалоидов являются атропин, содержащийся в белладонне, скополамин (в дурмане семейства паслёновых) и кокаин (в коке семейства эритроксиловых).
Впервые алкалоиды этого ряда были выделены и исследованы во второй половине XIX века.
Основные тропановые алкалоиды являются сложными эфирами спиртов, исходно содержащих по-разному ориентированную эндо- или экзо-гидроксогруппу, присоединённую к 3-му атому углерода в молекуле, и являющихся производными тропина или псевдотропина.
Впервые полный синтез тропина и псевдотропина из циклогептанона был описан Вильштеттером в 1903 году. Гораздо более общий метод формирования тропанового скелета впоследствии был найден Робинсоном.
8-Азабицикло[3.2.1]октан (тропан без N-метильной группы) известен как нортропан.